# Петър Попангелов
Петър Петров Попангелов е най-успешният български скиор в алпийските дисциплини. Роден е на 31 януари 1959 г. в Самоков. Той е 26 пъти републикански шампион на България по ски.

## Състезателна кариера
Най-големите си успехи постига в състезанията за Световната купа по ски алпийски дисциплини, в които участва в продължение на 11 години – от 1977 до 1988 г. В 37 състезания за Световната купа той се класира между първите десет, като има едно първо (в Ленгрис, Германия през 1980 г.), шест втори и четири трети места.
Участва на Зимните олимпийски игри в Инсбрук през 1976 година, заемайки 26-ото място в гигантския слалом.
Попангелов е шести в слалома на две зимни Олимпиади – в Лейк Плесид през 1980 и в Сараево през 1984 г. и участва на две други – в Инсбрук през 1976 и в Калгари през 1988 г.
Той е трикратен световен студентски шампион по слалом – в Испания през 1981, в България през 1983 и в Чехословакия през 1987 г.
Попангелов има 27 международни победи в състезанията по календара на ФИС в чужбина и в България. Той е многократен балкански шампион по слалом и гигантски слалом за мъже и юноши, има 26 републикански шампионски титли във всички алпийски дисциплини. Попангелов е шесткратен носител и на най-популярната купа в България – на вестник „Отечествен фронт“, и постоянен носител на Купата на България.

## Отличия и награди
Най-големият български алпиец е носител общо на 128 купи и 180 медала. Член е на Международната федерация по ски (ФИС). Удостояван е два пъти със званието „Почетен гражданин на Самоков“.
На 31 януари 2009 г. Българската федерация по ски предлага Петър Попангелов за награждаване с най-високото отличие – орден „Стара планина“.
Бившата писта „Ястребец 2“ на Боровец е прекръстена на негово име на 6 януари 2006 г.

## Личен живот
Петър Попангелов е женен. Съпругата му се казва Зоя, има две дъщери – Даяна и по-малката Петра.
Занимава се с хотелиерство в Боровец.